# Eois dryope
Eois dryope là một loài bướm đêm trong họ Geometridae.